# Arminia Bielefeld

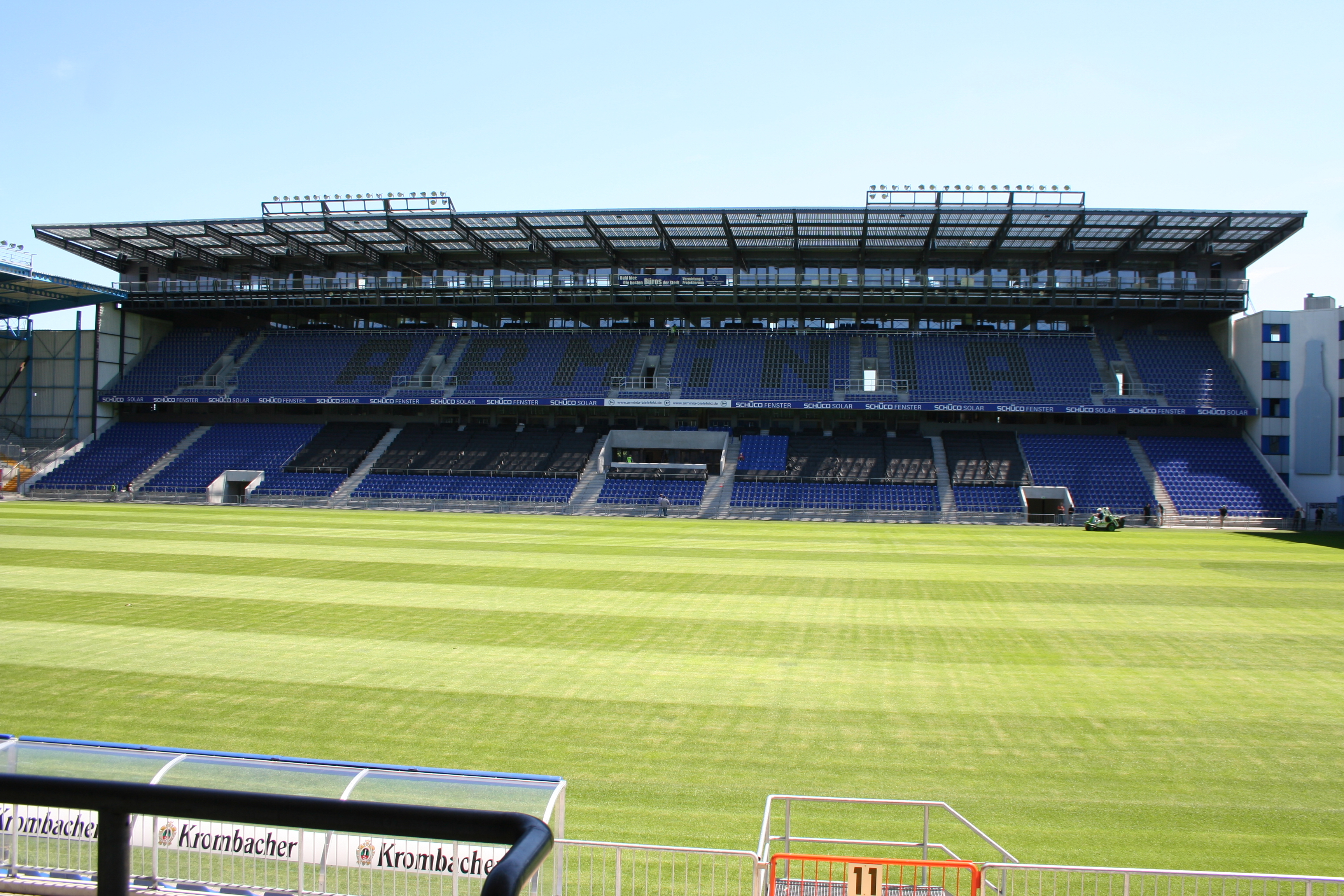
Schüco Arena

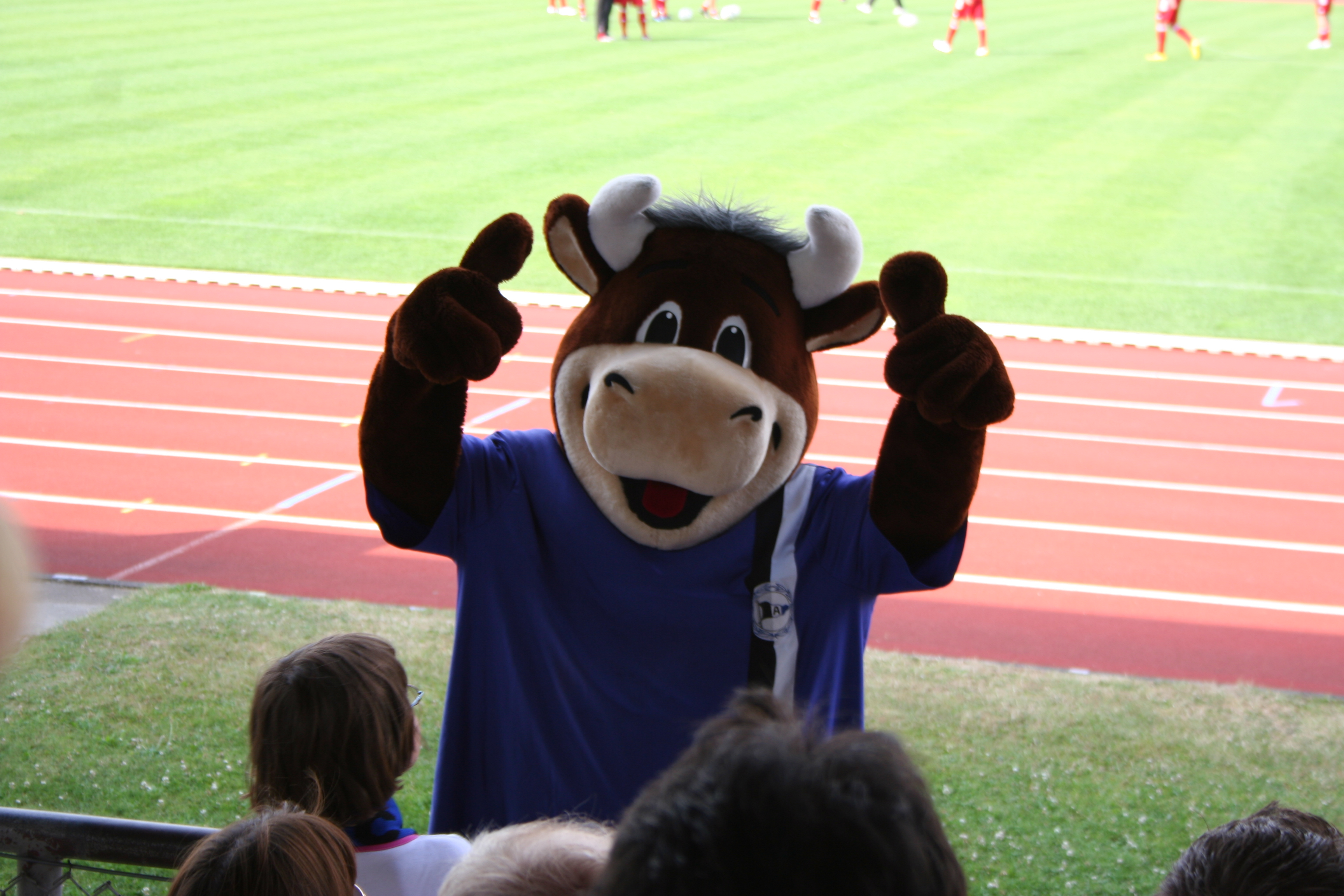
Lohmann – maskotka klubu

DSC Arminia Bielefeld, właśc. Deutscher Sportclub Arminia Bielefeld e.V. – niemiecki klub piłkarski, mający siedzibę w mieście Bielefeld. Obecnie gra w 2. Bundeslidze. Oprócz piłki nożnej klub posiada sekcje hokeja, łyżwiarstwa figurowego oraz bilardu. Zespół ten ma 11. tys. zarejestrowanych członków fanklubów z całego świata.

## Historia
Chronologia nazw:
- 1905: 1. Bielefelder FC (BFC) Arminia
- 1907: 1. Bielefelder FC Arminia – po fuzji z FC Siegfried
- 1919: Turngemeinde (TG) Arminia Bielefeld – po fuzji z Bielefelder Turngemeinde 1848
- 1922: 1. BFC Arminia – po rozdzieleniu się klubów
- 1926: Deutscher Sportclub (DSC) Arminia Bielefeld

14 kwietnia 1905 roku w restauracji Modersohn, mieszczącej się w piwnicy starego ratusza w Bielefeldzie, doszło do spotkania czternastu mężczyzn, chcących założyć w tym mieście klub piłkarski. Ich starania zaowocowały powstaniem 1. Bielefelder Fussball-Club Arminia w dniu 3 maja 1905 roku. Nazwa Arminia jest sfeminizowaną wersją imienia Arminius, germańskiego wodza, który w 9 roku n.e. pokonał Rzymian w lesie Teutoburskim. Dwa tygodnie później klub rozegrał swój pierwszy mecz z drużyną z Osnabrück. W 1907 roku miejscowy rywal FC Siegfried dołączył do Arminii.
W 1910 roku Arminia zmieniła swój stadion na Pottenau. Pierwszy sukces został osiągnięty w 1912 roku, kiedy to klub został mistrzem Westfalii. W 1919 roku klub połączył się z Bielefelder Turngemeinde 1848 i zmienił nazwę na Turngemeinde Arminia Bielefeld. 20 października 1922 roku kluby ponownie się rozdzieliły. Na początku lat dwudziestych XX wieku zespół wygrał kilkukrotnie mistrzostwa Westfalii. Mecz Arminii Bielefeld z Preußen Münster w listopadzie 1925 roku był pierwszym meczem w Niemczech transmitowanym na żywo w radiu.
30 stycznia 1926 roku klub przyjął obecnie obowiązującą nazwę Deutscher Sportclub Arminia Bielefeld, lub w skrócie DSC Arminia Bielefeld. W tym samym roku zespół po raz ostatni zmienił stadion. Pierwszy mecz rozegrany na nowym stadionie odbył się 1 maja 1926 roku, kiedy to Niebiescy podejmowali SC Victorię Hamburg.
Po II wojnie światowej zespół grał na niższych poziomach rozrywkowych zachodnich Niemiec. W 1963 roku zespół awansował do Regionalligi West. Zespół pozostał w tej lidze do końca lat sześćdziesiątych XX wieku. W 1970 roku klub po raz pierwszy awansował do Bundesligi. w 1971 niektórzy piłkarze klubu brali udział w skandalu związanym z przekupieniem graczy kilku klubów, między innymi Herthy Berlin, FC Schalke 04 czy FC Köln, celem utrzymania się Arminii w lidze. W 1971/72, w związku z aferą klub spadł do 2. Bundesligi.
W sezonie 1976/77 klub przegrał w play-offach o grę w najwyższej klasie rozgrywkowej z TSV 1860 München. Zespół ponownie awansował do Bundesligi w sezonie 1978/79. Klub po pierwszym sezonie został zdegradowany, ale po roku wrócił do najwyższego poziomu rozgrywkowego, utrzymując się na nim przez pięć kolejnych lat. W 1985 roku, po przegraniu play-offu z 1. FC Saarbrücken zespół został zdegradowany do 2. Bundesligi. Po trzech latach klub ponownie spadł, tym razem do Oberliga Westfalen. Zespół występował na trzecim poziomie rozgrywkowym przez siedem sezonów. W sezonie 1996/97 zespół ponownie wrócił do Bundesligi, utrzymując się w niej przez 2 następne sezony. Kiedy trenerem był Bruno Labbadia klub często spadał do 2. Bundesligi, aby po roku ponownie awansować do najwyższej klasy rozgrywkowej. Przez rokroczne spadki i awanse klub zaczął być nazywany „windą”, ponieważ aż siedmiokrotnie awansował do Bundesligi, ale jednocześnie spadał z niej sześciokrotnie.
Po dwóch awansach klub powrócił na najwyższy poziom rozgrywkowy w 2004. Tym razem pozostał w Bundeslidze przez pięć lat. W tym czasie klub dwukrotnie dotarł do półfinału Pucharu Niemiec, w sezonach 2004/05 i 2005/06. Po zakończeniu sezonu 2008/2009 klub wrócił do 2. Bundesligi.
W latach 2009–2011 klub dwukrotnie zajął ostatnie miejsce i dwukrotnie spadł z ligi.
W sezonie 2014/15, jako klub występujący w 3. Lidze wyeliminował w Pucharze Niemiec trzy drużyny z Bundesligi: Herthę Berlin w 1/16 finału, Werder Brema w 1/8 finału i Borussię Mönchengladbach w ćwierćfinale. W tym samym sezonie udało się zespołowi uzyskać promocję do drugiej ligi.
W sezonie 2019/2020 zespołowi Arminii po 11 latach udało się wywalczyć awans do Bundesligi na trzy kolejki przed końcem sezonu (dzięki remisowi HSV z VfL Osnabrück 1:1).
Źródło:
W Bundeslidze Arminia spędziła jedynie 2 sezony. W sezonie 2021/22 drużyna z Bielefeld zajęła 17. pozycję i spadła do 2. Bundesligi. W sezonie 2022/23 klub zanotował spadek do 3. Ligi przegrywając dwumecz barażowy z SV Wehen Wiesbaden (0:4, 1:2). Sezon 2023/24 Arminia zakończyła na 14. miejscu, a w sezonie 2024/25 awansowała do 2. Bundesligi i jako trzecioligowiec dotarła do finału Pucharu Niemiec, w którym przegrała z VfB Stuttgart 2:4.

## Barwy klubowe, strój, herb
Klub ma barwy czarno-biało-niebieskie. Zawodnicy domowe spotkania zazwyczaj grają w niebieskich koszulkach z białym pasem, czarnych spodenkach oraz białych getrach.
Herb składa się z flagi w kolorach klubu: czarnym, białym i niebieskim od lewej do prawej. Biała część flagi zawiera literę A jako pierwsza litera nazwy "Arminia". Flagę otacza wieniec dębowy.

1905–1922
1922–1949
1975–2000

### Dalsze warianty

Herb złożony1975–1985

## Sukcesy

### Trofea międzynarodowe
| \| \| Zdobyte trofea w rozgrywkach międzynarodowych (stan na: 31-05-2019) \| |                                                                     |      |                  |
| Rozgrywki                                                                    | Osiągnięcie                                                         | Razy | Sezon(y)         |
| · Liga Mistrzów · (Puchar Europy)                                            | zdobywca                                                            | 0    |                  |
| · Liga Mistrzów · (Puchar Europy)                                            | finalista                                                           | 0    |                  |
| · Liga Europy · (Puchar UEFA)                                                | zdobywca                                                            | 0    |                  |
| · Liga Europy · (Puchar UEFA)                                                | finalista                                                           | 0    |                  |
| · Puchar Intertoto                                                           | zdobywca                                                            | 0    |                  |
| · Puchar Intertoto                                                           | finalista                                                           | 0    |                  |
| · Puchar Intertoto                                                           | 2.miejsce w grupie                                                  | 3    | 1982, 1983, 1985 |
| FIFA                                                                         | Zdobyte trofea w rozgrywkach międzynarodowych (stan na: 31-05-2019) |      |                  |

### Trofea krajowe
| \| \| Zdobyte trofea w rozgrywkach Niemiec (stan na: 24-05-2025) \| |                                                            |      |                                                           |
| Rozgrywki                                                           | Osiągnięcie                                                | Razy | Sezon(y)                                                  |
| · Mistrzostwo                                                       | I miejsce                                                  | 0    |                                                           |
| · Mistrzostwo                                                       | II miejsce                                                 | 0    |                                                           |
| · Mistrzostwo                                                       | III miejsce                                                | 0    |                                                           |
| · Mistrzostwo                                                       | 8. miejsce                                                 | 2    | 1982/83, 1983/84                                          |
| Puchar                                                              | zdobywca                                                   | 0    |                                                           |
| Puchar                                                              | finalista                                                  | 1    | 2024/25                                                   |
| Puchar                                                              | półfinalista                                               | 3    | 2004/05, 2005/06, 2014/15                                 |
| · II liga                                                           | I miejsce                                                  | 4    | 1977/78, 1979/80 (Nord), 1998/99, 2019/20                 |
| · II liga                                                           | II miejsce                                                 | 5    | 1969/70 (West), 1976/77 (Nord), 1995/96, 2001/02, 2003/04 |
| · II liga                                                           | III miejsce                                                | 1    | 1966/67 (West)                                            |
| Niemcy                                                              | Zdobyte trofea w rozgrywkach Niemiec (stan na: 24-05-2025) |      |                                                           |

- Gauliga Westfalen (D1):
  - wicemistrz (1x): 1939/40
- Landesliga Westfalen (D2):
  - mistrz (1x): 1948/49 (gr. 3)
- Bezirksliga Ostwestfalen (D2):
  - mistrz (1x): 1936/37, 1937/38
  - wicemistrz (4x): 1934/35, 1935/36
- Oberliga Westfalen/Regionalliga West-Südwest/3. Liga (D3):
  - mistrz (5x): 1947/48 (gr.Bielefeld/Lippe), 1961/62 (Verbandsliga Nordost), 1989/90, 1994/95, 2014/15
  - wicemistrz (4x): 1957/58 (Verbandsliga Nordost), 1960/61 (Verbandsliga Nordost), 1988/89, 2012/13
  - 3.miejsce (5x): 1954/55 (Ostwestfalen), 1956/57 (Verbandsliga Nordost), 1958/59 (Verbandsliga Nordost), 1992/93, 1993/94
- Mistrzostwo Niemiec Zachodnich:
  - mistrz (2x): 1922, 1923
- Mistrzostwo Westfalii:
  - mistrz (11x): 1912, 1921, 1922, 1923, 1924, 1925, 1926, 1927, 1933, 1962, 1990
- Puchar Niemiec Zachodnich:
  - zwycięzca (2x): 1966, 1974
- Puchar Westfalii:
  - mistrz (5x): 1908, 1932, 1991, 2012, 2013

## Poszczególne sezony
Uwaga:
- Do 1963 roku rozgrywane mistrzostwa regionalne, z których kwalifikowały się do turnieju finałowego mistrzostw Niemiec, który był rozgrywany systemem pucharowym.

### Rozgrywki międzynarodowe

#### Europejskie puchary
Legenda do wszystkich tabel:
- Q – runda eliminacyjna, 1/16, 1/8, 1/4, 1/2 – odpowiednia faza rozgrywek, Grupa – runda grupowa, 1r gr – pierwsza runda grupowa, 2r gr – druga runda grupowa, F – finał, R – runda, PO – play-off
- k. – rzuty karne, los. – losowanie, Dogr. – dogrywka, w. – zasada bramek strzelonych na wyjeździe

| Sezon | Rozgrywki        | Runda   | Przeciwnik        | Dom | Wyjazd | Ogólnie    |
| ----- | ---------------- | ------- | ----------------- | --- | ------ | ---------- |
| 1982  | Puchar Intertoto | Grupa 2 | Widzew Łódź       | 1–1 | 1–2    | 2. miejsce |
| 1982  | Puchar Intertoto | Grupa 2 | FC St. Gallen     | 3–1 | 2–1    | 2. miejsce |
| 1982  | Puchar Intertoto | Grupa 2 | FC Liégeois       | 1–1 | 2–3    | 2. miejsce |
| 1983  | Puchar Intertoto | Grupa 8 | Hammarby IF       | 0–2 | 1–2    | 2. miejsce |
| 1983  | Puchar Intertoto | Grupa 8 | Botew Wraca       | 4–0 | 1–0    | 2. miejsce |
| 1983  | Puchar Intertoto | Grupa 8 | Bryne FK          | 3–1 | 1–0    | 2. miejsce |
| 1985  | Puchar Intertoto | Grupa 8 | Maccabi Hajfa     | 8–2 | 1–2    | 2. miejsce |
| 1985  | Puchar Intertoto | Grupa 8 | Sturm Graz        | 0–2 | 0–0    | 2. miejsce |
| 1985  | Puchar Intertoto | Grupa 8 | Beitar Jerozolima | 1–0 | 1–1    | 2. miejsce |

### Rozgrywki krajowe
| \| Niemcy \| Bilans występów klubu w rozgrywkach piłkarskich Niemiec (Stan na 31 maja 2019 r.) \| \| | |        |       |   |   |   |    |    |     | |        |        |      |
| Poziom                                                                                               | Rozgrywki | Sezony | Mecze | Z | R | P | B+ | B– | Pkt | Lata | Awanse | Spadki | Naj. |
| I | Gauliga Westfalen/ Kriegsgauklasse/ Landesliga Westfalen/ Oberliga West/ Bundesliga                                                                  | 28     |       |   |   |   |    |    |     | 1933/34, 1938–1946, 1949/50, 1970–1972, 1978/79, 1980–1985, 1996–1998, 1999/00, 2002/03, 2004–2009, 2020–2022                                              | 0      | 11     | 8    |
| II                                                                                                   | Bezirksliga Ostwestfalen/ Bezirksliga Bielefeld-Lippe/ Landesliga Westfalen/ II. Division West/ Regionalliga West/ 2. Bundesliga Nord/ 2. Bundesliga | 41     |       |   |   |   |    |    |     | 1934–1938, 1946/47, 1948/49, 1950–1954, 1962–1970, 1979/80, 1985–1988, 1995/96, 1998/99, 2000–2002, 2003/04, 2009–2011, 2013/14, 2015–2020, 2022/23, 2025– | 10     | 5      | 1    |
| III                                                                                                  | Bezirksliga Bielefeld-Lippe/ Landesliga Ostwestfalen/ Verbandsliga Nordost/ Oberliga Westfalen/ Regionalliga West-Südwest/ 3. Liga                   | 19     |       |   |   |   |    |    |     | 1947/48, 1954–1962, 1988–1995, 2011–2013, 2014/15, 2023–2025                                                                                               | 5      | 0      | 1    |
| IV                                                                                                   | Fußball-Regionalliga | 0      |       |   |   |   |    |    |     | |        |        |      |
| | Puchar Niemiec | 69     |       |   |   |   |    |    |     | od 1935 |        |        | F    |
| Niemcy                                                                                               | Bilans występów klubu w rozgrywkach piłkarskich Niemiec (Stan na 31 maja 2019 r.)                                                                    |        |       |   |   |   |    |    |     | |        |        |      |

## Statystyki

### Rekordy klubowe
Stan na maj 2018:
- 23. miejsce w tabeli wszech czasów Bundesligi (16 sezonów, 544 meczów, 153 zwycięstw, 252 remisy, 139 porażek, różnica bramek 645:883).
- 16. miejsce w tabeli wieczystej 2. Bundesligi (20 sezonów, 678 meczów, 278 zwycięstw, 191 remisów, 209 porażek, różnica bramek 1073:874).

Rekordowe wyniki w Bundeslidze:
- Najwyższa wygrana u siebie 5:0 z Borussią Mönchengladbach w 1981/82 i SV Darmstadt 98 w 1978/79.
- Najwyższa wygrana na wyjeździe 4:0 z Bayernem Monachium w 1978/79.
- Najwyższa porażka u siebie 1:7 z Eintrachtem Brunszwik w 1971/72.
- Najwyższa porażka na wyjeździe 1:11 z Borussią Dortmund w 1982/83.

Rekordowe wyniki w 2. Bundeslidze:
- Najwyższa wygrana u siebie 11:0 z Arminią Hannover w 1979/80.
- Najwyższa wygrana na wyjeździe 5:1 z Westfalią Herne w 1976/77, VfL Osnabrück w 1986/87, Rot-Weiß Oberhausen w 1998/99 i 1. FC Nürnberg w 2019/20.
- Najwyższa porażka u siebie 1:5 z Alemannią Aachen w 1986/87.
- Najwyższa porażka na wyjeździe 0:5 z 1. FC Bocholt w 1977/78, SV Darmstadt 98 w 1987/88 i Unionem Solingen w 1987/88.

### Rekordy indywidualne
- Najwięcej meczów w Bundeslidze: Wolfgang Pohl - 167 (1978-1985)
- Najwięcej bramek w Bundeslidze: Artur Wichniarek - 32 (2000-2008)
- Najwięcej występów w historii klubu: Wolfgang Kneib - 370 (1980-1993)
- Najwięcej bramek w historii klubu: Fabian Klos - 129 (od 2011)
- Najwięcej występów w reprezentacji Niemiec: Patrick Owomoyela - 5 (2004-2005)
- Najwięcej występów w obcych reprezentacjach: Karim Bageri,  Iran - 28 (1997-2000)
- Reprezentanci Niemiec:
  - Walter Claus-Oehler (1923)
  - Stefan Kuntz (1996-1997)
  - Ronald Maul (1999)
  - Patrick Owomoyela (2004-2005)

## Obecny skład
Stan na 5 września 2021
| Nr | Poz. | Piłkarz                                |
| -- | ---- | -------------------------------------- |
| 2  | OB   | Amos Pieper                            |
| 3  | OB   | Guilherme Ramos                        |
| 4  | OB   | Joakim Nilsson                         |
| 5  | OB   | Jacob Barrett Laursen                  |
| 6  | OB   | Lennart Czyborra (wypożyczony z Genoi) |
| 8  | PO   | Alessandro Schöpf                      |
| 9  | NA   | Fabian Klos (kapitan)                  |
| 10 | NA   | Bryan Lasme                            |
| 11 | PO   | Masaya Okugawa                         |
| 13 | BR   | Stefanos Kapino                        |
| 15 | OB   | Nathan de Medina                       |

| Nr | Poz. | Piłkarz                                      |
| -- | ---- | -------------------------------------------- |
| 16 | PO   | Fabian Kunze                                 |
| 18 | NA   | Florian Krüger                               |
| 19 | PO   | Manuel Prietl (wicekapitan)                  |
| 20 | PO   | Patrick Wimmer                               |
| 21 | PO   | Robin Hack                                   |
| 22 | PO   | Edimilson Fernandes (wypożyczony z Mainz 05) |
| 23 | NA   | Janni Serra                                  |
| 27 | OB   | Cédric Brunner                               |
| 30 | OB   | Andrés Andrade (wypożyczony z LASK)          |
| 35 | BR   | Arne Schulz                                  |
| 37 | PO   | Władisław Czornyj                            |
| 39 | PO   | Sebastian Wasiliadis                         |

### Piłkarze na wypożyczeniu
| Nr | Poz. | Piłkarz                                                        |
| -- | ---- | -------------------------------------------------------------- |
|    | PO   | Jomaine Consbruch (w Eintrachcie Brunszwik do 30 czerwca 2022) |
|    | PO   | Christian Gebauer (w Ingolstadt 04 do 30 czerwca 2022)         |
|    | BR   | Oscar Linnér (w Brescii do 30 czerwca 2022)                    |

| Nr | Poz. | Piłkarz                                                       |
| -- | ---- | ------------------------------------------------------------- |
|    | NA   | Sebastian Müller (w Eintrachcie Brunszwik do 30 czerwca 2022) |
|    | NA   | Noel Niemann (w TSV Hartberg do 30 czerwca 2022)              |
|    | OB   | Mike van der Hoorn (w Utrechcie do 30 czerwca 2022)           |

## Trenerzy, prezydenci i właściciele klubu

### Trenerzy
Zgodnie z:
| Trener                          | Narodowość               | Od   | Do   |
| ------------------------------- | ------------------------ | ---- | ---- |
| František Zoubek                | Czechoslovakia           | 1922 | 1923 |
| Gerd Wellhöfer                  | Germany                  | 1923 | 1924 |
| František Zoubek Gerd Wellhöfer | Czechoslovakia · Germany | 1924 | 1925 |
| Gerd Wellhöfer                  | Germany                  | 1925 | 1926 |
| František Zoubek                |                          | 1926 | 1933 |
| Otto Faist                      | Germany                  | 1933 | 1935 |
| Karl Willnecker                 | Germany                  | 1935 | 1938 |
| Erich Brochmeyer                | Germany                  | 1938 | 1939 |
| Ferdinand Swatosch              | Austria                  | 1939 | 1940 |
| Otto Kranefeld, Willi Pohl      | Germany                  | 1940 | 1942 |
| Karl Wunderlich                 | Germany                  | 1942 | 1945 |
| Erich Brochmeyer                | Germany                  | 1945 | 1946 |
| Ferdinand Swatosch              | Austria                  | 1946 | 1947 |
| Karl Wunderlich                 | Germany                  | 1947 | 1948 |
| Alois Münstermann               | Germany                  | 1948 | 1949 |
| Friedrich Otto                  | Germany                  | 1949 | 1950 |
| Fritz Kaiser                    | Germany                  | 1950 | 1951 |
| Hellmut Meidt                   | Germany                  | 1951 | 1953 |
| Donndorf                        | Germany                  | 1953 | 1955 |
| Otto Westphal                   | Germany                  | 1955 | 1958 |
| Arthur Gruber                   | Germany                  | 1958 | 1961 |
| Josef Rasselnberg               | Germany                  | 1961 | 1961 |
| Jakob Wimmer                    | Germany                  | 1961 | 1963 |
| Hellmut Meidt                   | Germany                  | 1963 | 1965 |
| Robert Gebhardt                 | Germany                  | 1965 | 1966 |
| Hans Wendlandt                  | Germany                  | 1966 | 1969 |
| Egon Piechaczek                 | Poland                   | 1969 | 1971 |
| Hellmut Meidt                   | Germany                  | 1972 | 1972 |
| Jan Notermans                   | Netherlands              | 1972 | 1972 |
| Willi Nolting                   | Germany                  | 1972 | 1973 |
| Norbert Lessle                  | Germany                  | 1973 | 1973 |
| Karl-Heinz "Harry" Garstecki    | Germany                  | 1973 | 1973 |
| Willi Nolting                   | Germany                  | 1973 | 1974 |
| Rudi Faßnacht                   | Germany                  | 1974 | 1974 |
| Erhard Ahmann                   | Germany                  | 1974 | 1976 |
| Karl-Heinz Feldkamp             | Germany                  | 1976 | 1978 |
| Milovan Beljin                  | Yugoslavia               | 1978 | 1978 |
| Otto Rehhagel                   | Germany                  | 1978 | 1979 |
| Willi Nolting                   | Germany                  | 1979 | 1979 |
| Hans-Dieter Tippenhauer         | Germany                  | 1979 | 1980 |
| Willi Nolting                   | Germany                  | 1980 | 1980 |

| Trener                    | Narodowość | Od   | Do    |
| ------------------------- | ---------- | ---- | ----- |
| Horst Franz               | Germany    | 1980 | 1982  |
| Horst Köppel              | Germany    | 1982 | 1983  |
| Karl-Heinz Feldkamp       | Germany    | 1983 | 1984  |
| Gerd Roggensack           | Germany    | 1984 | 1986  |
| Horst Franz               | Germany    | 1986 | 1986  |
| Fritz Fuchs               | Germany    | 1986 | 1987  |
| Joachim Krug              | Germany    | 1987 | 1988  |
| Ernst Middendorp          | Germany    | 1988 | 1990  |
| Franz Raschid             | Germany    | 1990 | 1991  |
| Fritz Grösche             | Germany    | 1991 | 1992  |
| Ingo Peter                | Germany    | 1992 | 1994  |
| Theo Schneider            | Germany    | 1994 | 1994  |
| Wolfgang Sidka            | Germany    | 1994 | 1994  |
| Ernst Middendorp          | Germany    | 1994 | 1998  |
| Thomas von Heesen         | Germany    | 1998 | 1999  |
| Hermann Gerland           | Germany    | 1999 | 2000  |
| Benno Möhlmann            | Germany    | 2000 | 2004  |
| Thomas von Heesen         | Germany    | 2004 | 2004  |
| Uwe Rapolder              | Germany    | 2004 | 2005  |
| Frank Geideck             | Germany    | 2005 | 2005  |
| Thomas von Heesen         | Germany    | 2005 | 2007  |
| Frank Geideck             | Germany    | 2007 | 2007  |
| Ernst Middendorp          | Germany    | 2007 | 2007  |
| Detlev Dammeier           | Germany    | 2007 | 2007  |
| Michael Frontzeck         | Germany    | 2008 | 2009  |
| Jörg Berger               | Germany    | 2009 | 2009  |
| Thomas Gerstner           | Germany    | 2009 | 2010  |
| Frank Eulberg, Jörg Böhme | Germany    | 2010 | 2010  |
| Christian Ziege           | Germany    | 2010 | 2010  |
| Ewald Lienen              | Germany    | 2010 | 2011  |
| Markus von Ahlen          | Germany    | 2011 | 2011  |
| Stefan Krämer             | Germany    | 2011 | 2014  |
| Norbert Meier             | Germany    | 2014 | 2016  |
| Rüdiger Rehm              | Germany    | 2016 | 2016  |
| Carsten Rump              | Germany    | 2016 | 2016  |
| Jürgen Kramny             | Germany    | 2016 | 2017  |
| Jeff Saibene              | Luxembourg | 2017 | 2018  |
| Uwe Neuhaus               | Germany    | 2018 | 2021  |
| Frank Kramer              | Germany    | 2021 | nadal |

### Prezydenci
Funkcję prezesa klubu pełniło 30 osób, w tym 2 z nich dwukrotnie.
| Lp. | Imię i nazwisko     | Okres urzędowania | Okres urzędowania |
| --- | ------------------- | ----------------- | ----------------- |
| 1.  | Emil Schröder       | maj 1905          | kwiecień 1909     |
| 2.  | Julius Hesse        | kwiecień 1909     | 1914              |
| 3.  | Siegmund Willing    | 1914              | 1919              |
| 4.  | H. Schmale          | 1919              | 1922              |
| 5.  | Dr. Karl Prestinari | listopad 1922     | czerwiec 1925     |
| 6.  | Gerhard Farwick     | czerwiec 1925     | kwiecień 1926     |
| 7.  | Dr. Otto Mennerich  | kwiecień 1926     | październik 1927  |
| 8.  | Paul Fleege         | październik 1927  | lipiec 1929       |
| 9.  | Dr. Felix           | lipiec 1929       | październik 1929  |
| 10. | Julius Fischer      | październik 1929  | październik 1932  |
| 11. | Paul Fleege         | październik 1932  | marzec 1934       |
| 12. | Karl Demberg        | marzec 1934       | styczeń 1940      |
| 13. | Max Hess            | styczeń 1940      | czerwiec 1941     |
| 14. | Konrad Müller       | czerwiec 1941     | 1946              |
| 15. | Willi Drehmann      | 1946              | 1947              |
| 16. | Ernst Garbers       | 1947              | lipiec 1948       |

| Lp. | Imię i nazwisko        | Okres urzędowania | Okres urzędowania |
| --- | ---------------------- | ----------------- | ----------------- |
| 17. | Erwin Potthoff         | lipiec 1948       | styczeń 1953      |
| 18. | Dr. Kurt Wolff         | marzec 1953       | maj 1955          |
| 19. | Dr. Karl Lamker        | maj 1955          | listopad 1960     |
| 20. | Alfred Rahe            | listopad 1960     | listopad 1962     |
| 21. | Dr. Hans Kastrup       | listopad 1962     | wrzesień 1969     |
| 22. | Wilhelm Stute          | wrzesień 1969     | październik 1972  |
| 23. | Alfred Rahe            | październik 1972  | kwiecień 1973     |
| 24. | Dr. Jörg Auf der Heyde | kwiecień 1973     | luty 1986         |
| 25. | Gisela Schwerdt        | marzec 1986       | listopad 1986     |
| 26. | Wolfgang Walkenhorst   | listopad 1986     | August 1990       |
| 27. | Winfried Rojahn        | wrzesień 1990     | grudzień 1990     |
| 28. | Hans-Hermann Schwick   | 1991              | 4 czerwca 2010    |
| 29. | Wolfgang Brinkmann     | 6 czerwca 2010    | 27 czerwca 2011   |
| 30. | Hans-Joachim Faber     | 8 lipca 2011      | 11 września 2011  |
| 31. | Dr. Jörg Zillies       | 11 września 2011  | 15 lipca 2013     |
| 32. | Hans-Jürgen Laufer     | 21 sierpnia 2013  | obecnie           |

## Struktura klubu

### Stadion
Klub rozgrywał swoje pierwsze mecze na boisku Kesselbrink. W 1907 roku zespół przeniósł się na nowy stadion, Kaiserstraße (obecnie: August-Bebel-Straße), a w 1910 roku do Pottenau. W 1926 roku wydzierżawiła ziemię od farmera o nazwisku Lohmann. Stadion przyjął nazwę Alm. Na nowym obiekcie Arminia rozegrała swój pierwszy mecz z klubem Victoria Hamburg 1 maja 1926 roku. W czasie gdy Arminia wywalczyła awans do 1. Bundesligi, stadion Alm przeszedł gruntowną modernizację. Wybudowano główną trybunę, powiększono północną i wschodnią. W ten sposób obiekt powiększył swoją pojemność do 30 tysięcy miejsc. Po tym jak Arminia uzyskała promocję do najwyższej klasy rozgrywek w 1996 roku, całkowicie przebudowano główną i północną trybunę. To samo stało się z południową w 1999 roku. W 2004 roku, Arminia podpisała umowę sponsorską z firmą Schüco, przez co stadion zyskał nazwę SchücoArena. Ostatnie przebudowania dotyczyły wschodniej trybuny w 2008 roku. Stadion ma pojemność ponad 26 tysięcy miejsc, w czym około 18 tysięcy siedzących.

### Inne sekcje
Klub prowadzi drużyny dla dzieci i młodzieży w każdym wieku. Funkcjonuje piłkarska drużyna kobiet. Również klub ma sekcje hokeja, łyżwiarstwa figurowego oraz bilardu.

### Sponsorzy
| Lata      | Sponsor         | Branża             |
| --------- | --------------- | ------------------ |
| 1975–1979 | Granini         | napoje             |
| 1979–1985 | Seidensticker   | odzież             |
| 1985–1988 | Abtei           | produkty zdrowotne |
| 1988–1991 | Schüco          | dostawca budowlany |
| 1991–1993 | Sportlepp       | handel detaliczny  |
| 1993–1994 | Forum Jahnplatz | handel detaliczny  |
| 1994–1996 | Westfalen-Blatt | gazeta codzienna   |
| 1996–1998 | Gerry Weber     | odzież             |
| 1998–2001 | Herforder Pils  | napoje             |
| 2001–2002 | real,-          | handel detaliczny  |
| 2002–2004 | KiK             | odzież             |
| 2004–2010 | Krombacher      | napoje             |
| 2010–2011 | Schüco          | dostawca budowlany |
| 2011–2013 | getgoods.de     | E-commerce         |
| 2013–2016 | Alpecin         | pielęgnacja włosów |
| od 2016   | Schüco          | dostawca budowlany |

| Lata      | Sponsor  |
| --------- | -------- |
| 1975–1980 | Erima    |
| 1980–1991 | Adidas   |
| 1991–1996 | Lotto    |
| 1996–2000 | Reusch   |
| 2000–2005 | Uhlsport |
| 2005–2017 | Saller   |
| od 2017   | Joma     |

| Lata    | Sponsor   |
| ------- | --------- |
| od 2001 | Sportfive |

## Kibice i rywalizacja z innymi klubami

### Kibice
Arminia ma dużą liczbę lojalnych zwolenników. Nawet w sezonie 2011/12 średnia liczba widzów na stadionie Arminii wyniosła 8930 osób, co było najwyższym wynikiem w 3. lidze. W sezonie 2014/15 średnia Arminii wyniosła 14 540 osób, co było drugim (!) najwyższym wynikiem w historii 3. Ligi. Liczby pokazują również wzrost popularności 3. Ligi. W meczach Arminii w latach 2013/14 2. Bundesligi wzięło udział średnio 16 890 widzów, (ósma najwyższa średnia frekwencja w lidze). Liczby te obejmują tylko mecze ligowe. W meczach Arminii w Pucharze Niemiec 2014/15 uczestniczyło średnio 21 763 osób. Trzon fanów można znaleźć na Południowej Trybunie.

### Rywalizacja
Największymi rywalami klubu są inne zespoły z okolic. Istnieje tradycyjna rywalizacja z SC Preußen Münster. Wcześniejszym rywalem był lokalny VfB 03 Bielefeld ze wschodniej części Bielefeld, ale obecnie odbywają się co roku mecze towarzyskie między Arminią i VfB Fichte Bielefeld, jak dziś nazywany jest klub. Kolejnym rywalem jest VfL Bochum, szczególnie od późnych lat 90. XX wieku, a także inne kluby z Zagłębia Ruhry, ponieważ obszar ten należy również do Westfalii. Również mecze przeciwko VfL Osnabrück są pewnego rodzaju derby. Niektórzy kibice SC Paderborn 07 uważają Arminię za głównego rywala, ale fani Arminii raczej nie czują tego samego.
Przyjazne relacje są z kibicami Hamburger SV, przy czym oba kluby mają te same kolory (czarny, biały i niebieski), oraz z Hannover 96.

### Derby
- Preußen Münster
- VfL Osnabrück
- VfL Bochum

## Drużyna Stulecia
W setną rocznicę powstania Arminii poproszono kibiców o wybór jedenastki stulecia. W tym zaszczytnym gronie znaleźli się:
- Uli Stein
- Günther Schäfer
- Dieter Schulz
- Thomas Stratos
- Walter Claus-Oehler
- Frank Pagelsdorf
- Thomas von Heesen
- Norbert Eilenfeldt
- Bernd Kirchner
- Bruno Labbadia
- Ewald Lienen

Trener – Ernst Middendorp